# 江若交通
江若交通株式会社（こうじゃくこうつう）は、滋賀県大津市に本社を置き、主に同県の琵琶湖西岸を中心に路線バスを運行するバス事業者。京阪グループ（京阪電気鉄道系列）の1社。かつては江若鉄道という社名を名乗り、琵琶湖西岸で鉄道を営業していたが、国鉄（現JR）湖西線建設に伴い1969年に廃止した。
路線バスにおいては、2018年（平成30年）1月31日に廃止されたスルッとKANSAI対応カード、および同日に廃止された京阪グループ共通バスカードは、江若交通では使用できなかった。なお、堅田営業所管内の路線（一部を除く）においてIC乗車カードのPiTaPaが利用可能であるが、安曇川営業所管内は全路線とも非対応となっているため、利用することはできない。
また、車両の運転席側窓下の裾部および後部入口ガラス窓に「KEIHAN」のCIロゴが入っている。

## 沿革
- 1920年（大正9年）2月17日：江若鉄道として設立[6]。
- 1921年（大正10年）3月15日：三井寺（のちの三井寺下） - 叡山間で鉄道開業。
- 1931年（昭和6年）1月1日：浜大津 - 近江今津間全通。
- 1961年（昭和36年）7月：京阪電気鉄道の傘下に入る。
- 1969年（昭和44年）
  - 11月1日：鉄道を全廃する。
  - 11月2日：江若交通に社名変更。
- 1987年（昭和62年）5月：貸切バス事業を開始[7]。
- 2004年（平成16年）10月：堅田駅と守山駅を結ぶ路線（びわ湖横断エコバス）の運行を開始[7]。
- 2005年（平成17年）3月：京阪バス大津営業所の運行管理を受託[7]。
- 2010年（平成22年）
  - 6月：営業所を現在地に移転[7]。
  - 10月：整備工場を移転し、営業所に併設する[7]。
- 2011年（平成23年）11月1日：「スルッとKANSAI協議会」に加盟したことで、堅田営業所管内の路線（一部を除く）において、IC乗車カードのPiTaPaが利用可能になる。同時にPiTaPaと相互利用対象であるICOCAも利用可能に。（システム上は京阪バス扱い[8]）。
- 2015年（平成27年）10月1日：子会社「ザ・コジャック」（堅田営業所（初代）そば〈江若鉄道堅田駅跡〉でスポーツクラブを運営）解散。「スポーツクラブ コジャック」の運営を株式会社ケー・エス・シー（本社：大阪府）に譲渡。
- 2016年（平成28年）4月1日：交通系ICカード全国相互利用サービスの対応を開始。
- 2017年（平成29年）
  - 4月1日：ICOCA[注 1] による「京阪グループ バス共通ポイントサービス」を開始[9]。
  - 9月30日：この日をもって昼間回数券の発売を終了[注 2]。
- 2018年（平成30年）9月30日：この日をもって昼間回数券の利用を終了[注 3]。

## 本店および営業所
- 本社
  - 滋賀県大津市真野
- 堅田営業所
  - 滋賀県大津市本堅田
- 大津営業所（2005年3月から京阪バス大津営業所の運行管理を受託（先述））
  - 滋賀県大津市石山寺
- 安曇川支所
  - 滋賀県高島市安曇川町五番領

## 車両

### 路線バス
メーカーは日野自動車、いすゞ自動車がほとんどである。三菱ふそうトラック・バスの車両は、バスの運行開始以来購入車が非常に少なかったが、近年は増加傾向である。
ボンネットバスを1982年（昭和57年）2月まで一般路線で運行し、引退時には記念乗車券が発行された。これは近畿地方でも遅くまで一般路線営業を行った部類に属する。
車両タイプ別では、大型路線車、路線貸切兼用車（ハイバックシート）、中型車、小型車など多種多様な車両が在籍する。
ボディカラーは緑地に青と赤のラインが入ったデザインが基本であり、他に平成初期の車両の塗装を復刻したものや、叡山ケーブルなどとの統一デザインなども存在する。成安造形大学の学生がデザインを行った琵琶湖をイメージしたデザインや、一般公募で募集された滋賀の四季を描いたものもあったが、現在は両者とも消滅した。
一時期、「奥琵琶湖定期観光バス」事業を担っていた経緯から、同事業用と通常の路線バス運行を兼用できる汎用車を在籍させていたことがある。
2012年（平成24年）3月17日、自転車を搭載できる「自転車ラックバス」の運行を日吉台線A区間で運行を開始した。専用車として自転車積載用に改造した、いすゞ・エルガミオが使用されていたが、2021年（令和3年）春に自転車ラックが撤去された。

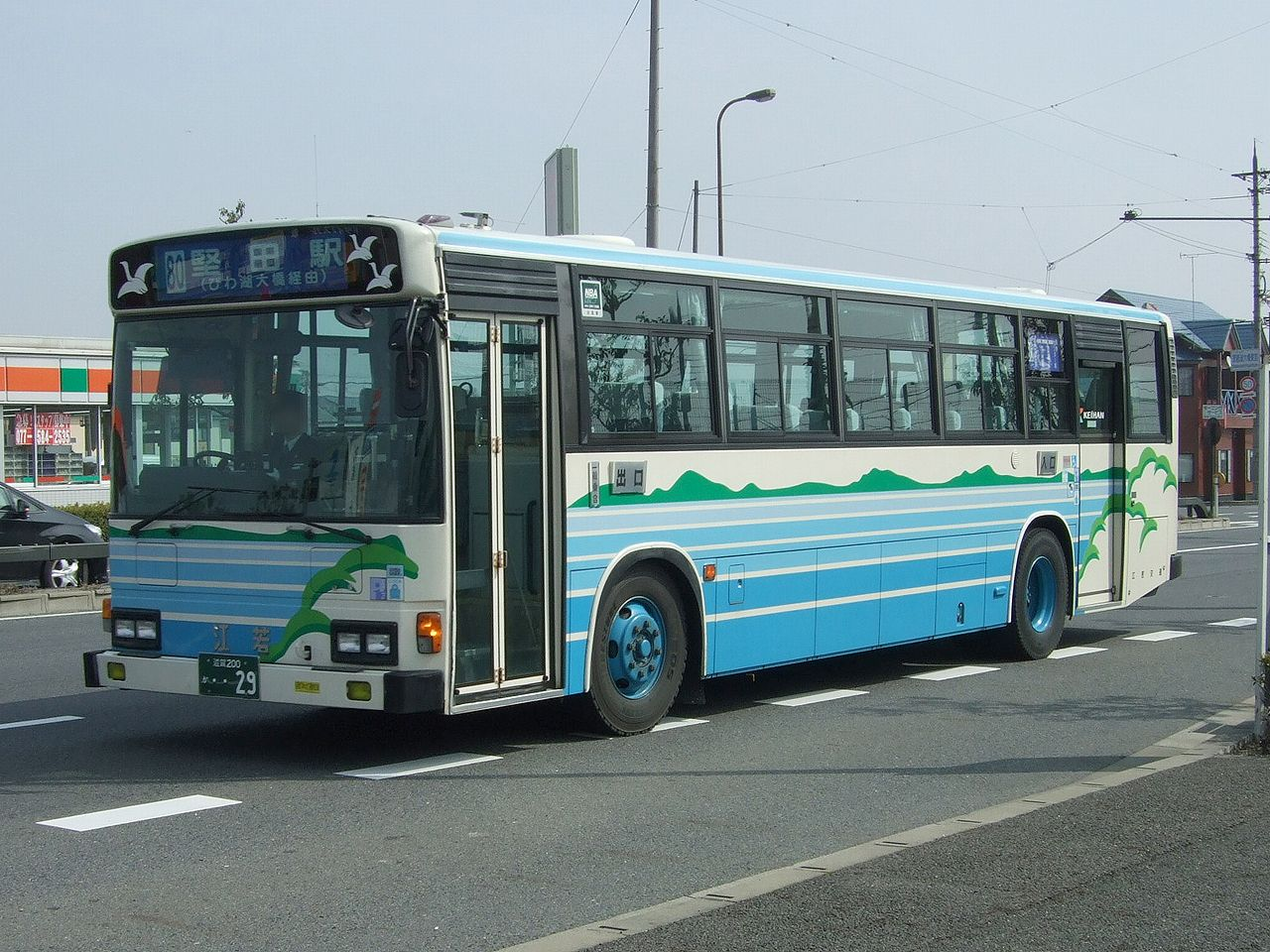
琵琶湖をイメージした塗装の車両 （塗装デザインは成安造形大学の学生がデザインしたもの。貸切兼用車であった）
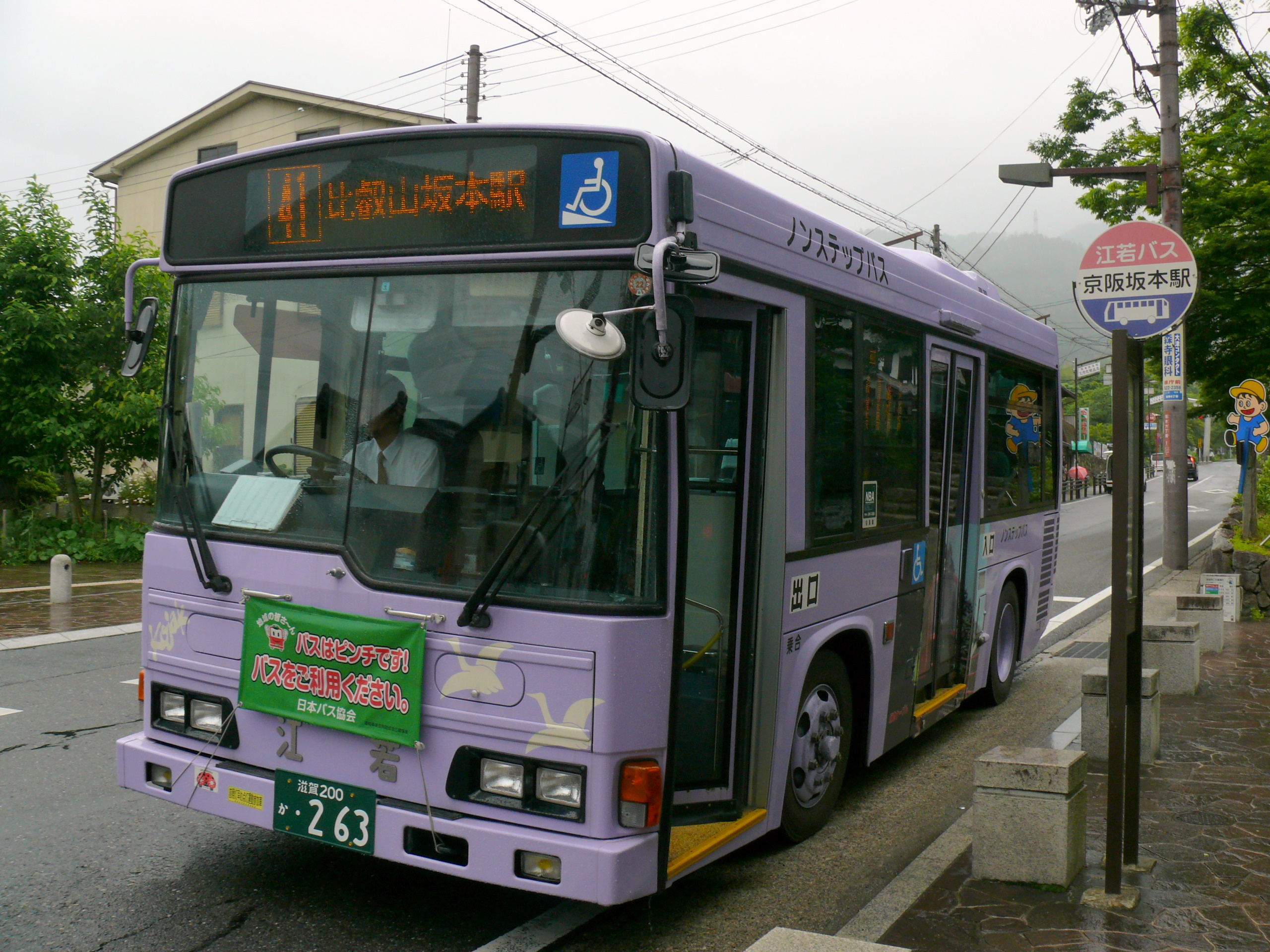
ケーブル坂本線に使用される小型車（2010年5月）
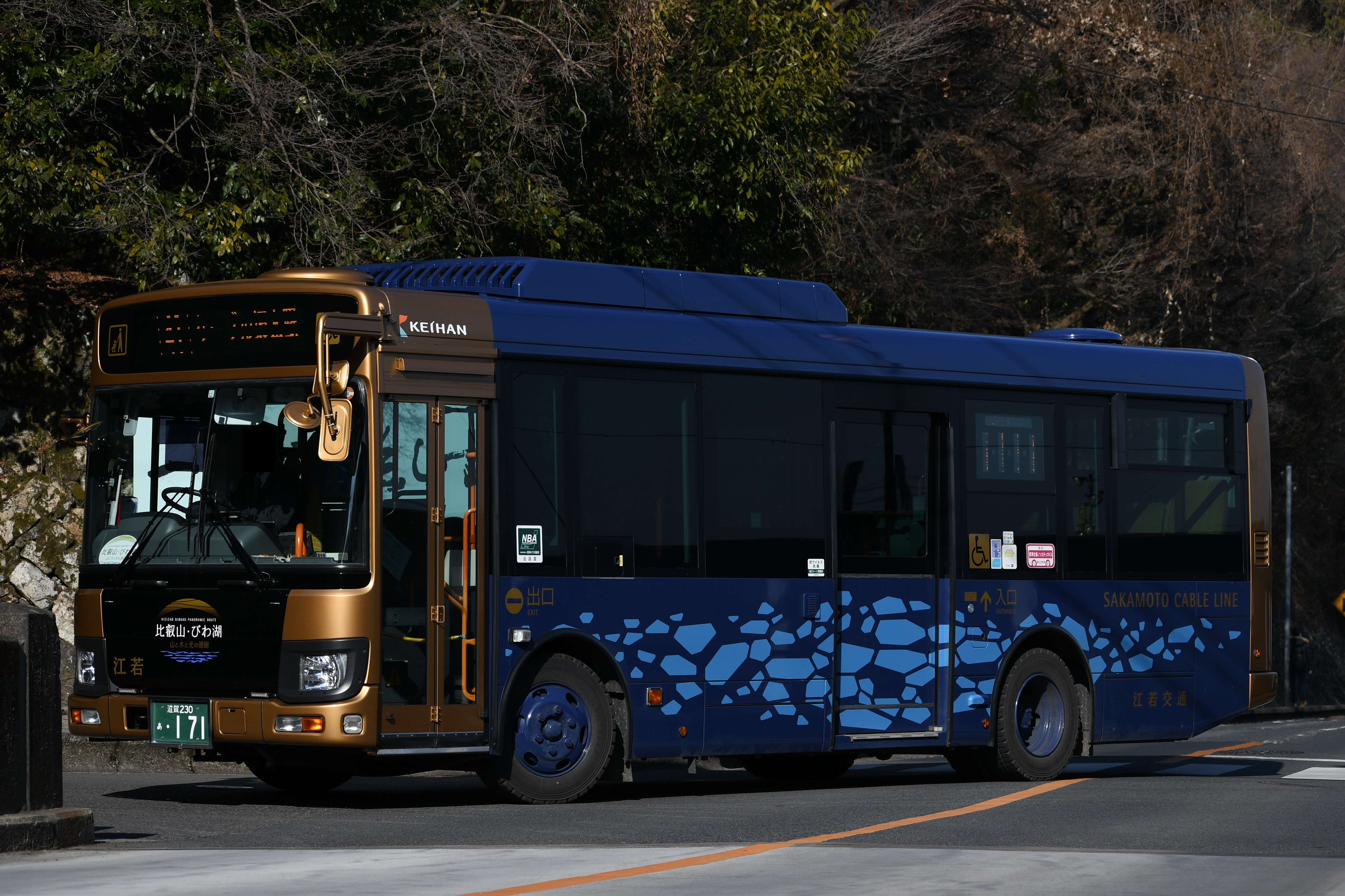
ケーブル坂本線向けの171号車。叡山ケーブルなどとの統一デザインとなっている（2022年1月1日より運用中）
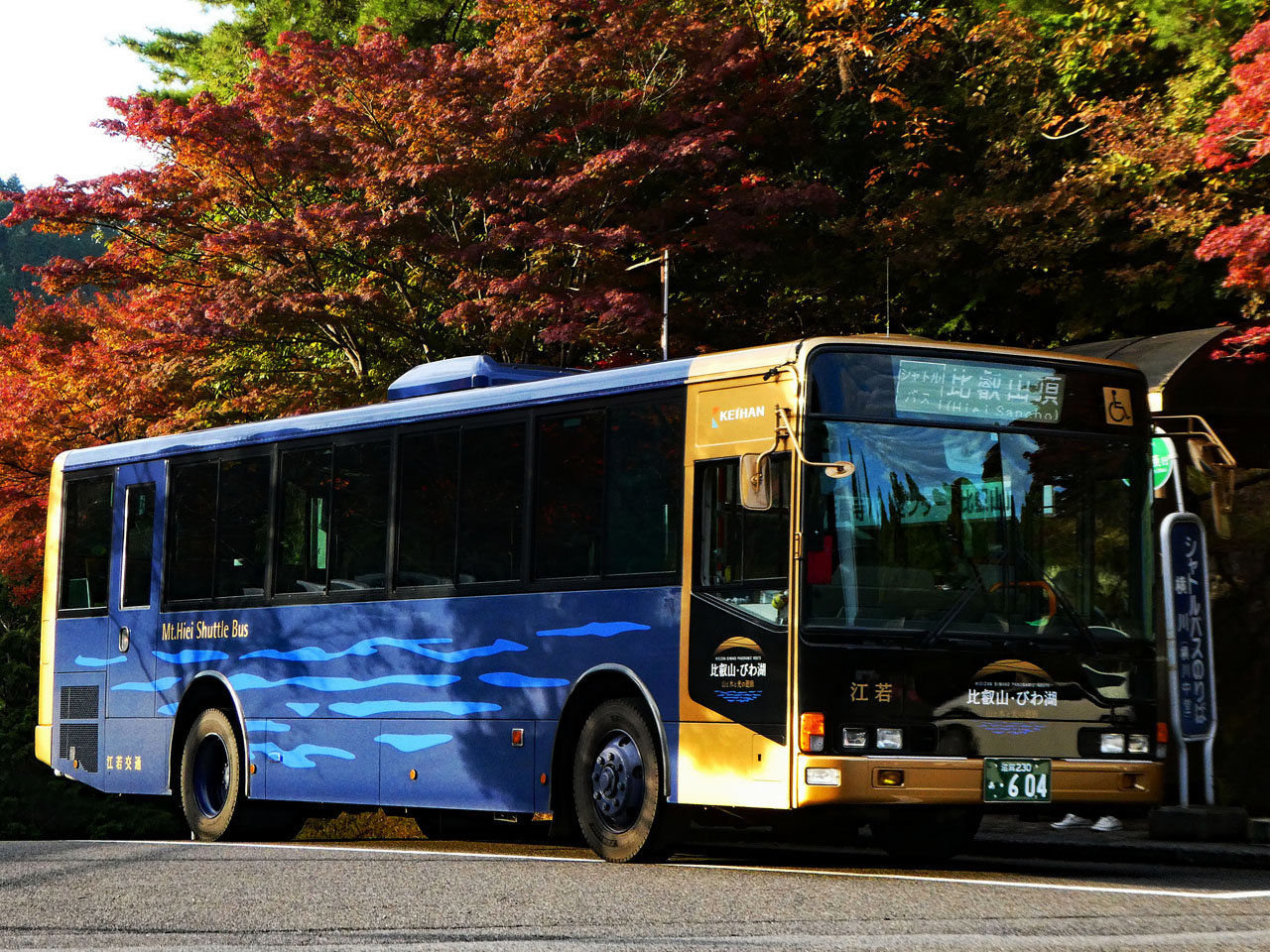
奥比叡ドライブウェイバス・比叡山内シャトルバスとして運行される、濃紺の専属車両（デザインは「琵琶湖」をイメージしたもの）
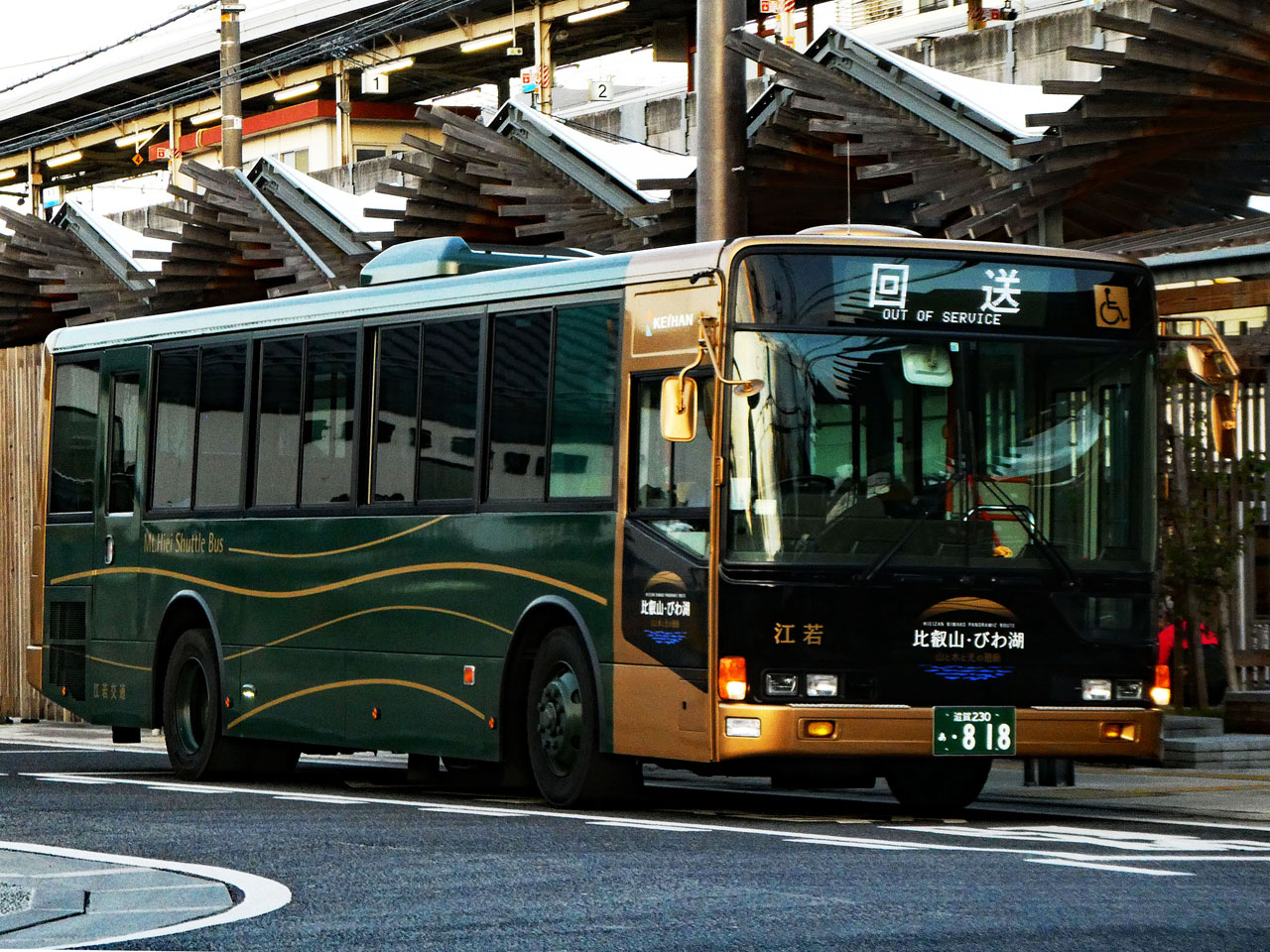
奥比叡ドライブウェイバス・比叡山内シャトルバスとして運行される、濃緑の専属車両（デザインは「比叡山」をイメージしたもの）

### 観光バス
日野セレガ、日野メルファ、いすゞエルガ、三菱ふそうエアロクィーン、三菱ふそうエアロバスが在籍し、京阪国際観光自動車（1998年（平成10年）6月解散）より移籍した車両も在籍していた。

## 現行路線

### 路線バス

#### 堅田営業所管轄路線

##### 浜大津線
大津から堅田を滋賀県道558号（旧国道161号）に沿って走る路線。なお、大津祭の本祭（曳山巡行）を催す日は一部の便で運行区間の短縮が行われる。
2020年3月14日から126系統（大津京駅 - 唐崎 - 比叡山坂本駅）を昼に運行していたが、2年後（2022年3月11日）に廃止となったため、定期路線は大津京駅への乗り入れが消滅した（競艇臨（後述）は存続）。
- 102系統
  - 県庁前 - 大津駅（ ← 裁判所前） - 京町通 - 浜町 - びわ湖浜大津 - 三保ヶ崎 - 競艇場前 - 茶ヶ崎 - イオンスタイル大津京前 - 柳ヶ崎 - ブランチ大津京前 （ ← 鏡が浜） - 際川 - 北際川 - 唐崎 - 北唐崎 - 四ッ谷 - 石川町 - 下阪本 - 太間町 - 比叡辻 - 来迎寺カネカ前 - 木ノ岡団地前 - 堀場製作所前 - 苗鹿 - おごと温泉ホテル前 - おごと温泉 - 北雄琴 - 山ノ下 - 衣川 - 仰木道 - 本堅田 - 堅田駅

県庁前発着は平日のみ運行（県庁前行き：朝に4便、県庁前発：夕方から宵のうち（夜のはじめ頃）に5便）。
- 103系統
  - 大津駅 - （この間102系統と同一） - 堅田駅

両方向とも日中時間帯は1時間に1本ずつ運行。うち2往復は125系統（後述）として運行する。
- 125系統
  - 大津駅 - (この間102・103系統と同一) - 太間町 - 坂本医院前 - 比叡山坂本駅

2022年3月12日から運行開始。日中時間帯に2往復のみ運行。

##### 堅田町内循環線
浜大津線の一部で、堅田駅より旧堅田町内を右回りで運行する路線。なお、通勤時間帯は東洋紡総合研究所構内に乗り入れる110系統の運行もある（社員輸送路線のため、一般客は乗車することができない）。
- 100系統
  - 堅田駅 → 本堅田三丁目 → 末広町 → 堅田本町 → 堅田出町 → 仰木道 → 新川 → 堅田駅

- 110系統
  - 堅田駅 - （直通） - 東洋紡

##### 競艇臨
びわこ競艇場でレース（本場）を開催する日と場外発売を行う日のみ運行（無料シャトルバス）。
- 91系統
  - 大津京駅 - （直通） - びわこ競艇場

##### 西地区ローズタウン線
京阪電気鉄道が開発した、びわ湖ローズタウンの西地区を循環する路線。堅田駅発着と小野駅発着が混在するが、系統によっては両駅間を直結する便も存在する。
（運行路線が複雑となるため、この路線は「この間○系統と同一」という表記は行わない）
- 12系統（20時台に1便運行。平日は21時台にも1便運行）
  - 小野駅 → フレスコ向陽店前 → 向陽町 → 花園町 → 清風町南口 → 清風町北口 → 真野中学校前 → 陽明町北口 → 清和町 → 緑町北口 → 真野北小学校前 → フレスコみどり店前

- 16系統（早朝に運行。平日2便、土曜・休日1便）
  - 真野中学校前 → 陽明町北口 → 清和町 → 緑町北口 → 真野北小学校前 → フレスコみどり店前 → 清風町北口 → 清風町南口 → 花園町 → 向陽町 → フレスコ向陽店前 → 小野駅

- 17系統
  - 小野駅 → フレスコ向陽店前 → 向陽町 → 花園町 → 清風町南口 → 清風町北口 → 真野中学校前 → 陽明町北口 → 清和町 → 緑町北口 → 真野北小学校前 → フレスコみどり店前 → 清風町北口 → （往路と同じ） → 小野駅

- 18系統
  - 堅田駅 → 琵琶湖大橋口 → 真野浜 → びわこローズタウン口 → 清水町 → 美空東 → 美空北 → 小野駅 → フレスコ向陽店前 → 向陽町 → 花園町 → 清風町南口 → 清風町北口 → 真野中学校前 → 陽明町北口 → 清和町 → 緑町北口 → 真野北小学校前 → フレスコみどり店前 → 清風町北口 → （往路と同じ） → 小野駅  → （往路と同じ） → 琵琶湖大橋口 → JAレーク大津北 → 堅田駅

- 19系統
  - 堅田駅 → 琵琶湖大橋口 → 真野浜 → びわこローズタウン口 → 清水町 → 美空東 → 美空北 → 小野駅 → フレスコ向陽店前 → 向陽町 → 花園町 → 清風町南口 → 清風町北口 → 真野中学校前 → 陽明町北口 → 清和町 → 緑町北口 → 真野北小学校前 → フレスコみどり店前 → 清風町北口 → （往路と同じ） → 小野駅

- 20系統
  - 小野駅 → フレスコ向陽店前 → 向陽町 → 花園町 → 清風町南口 → 清風町北口 → 真野中学校前 → 陽明町北口 → 清和町 → 緑町北口 → 真野北小学校前 → フレスコみどり店前 → 清風町北口 → （往路と同じ） → 小野駅 → 美空北 → 美空東 → 清水町 → びわこローズタウン口 → 真野浜 → 琵琶湖大橋口 → JAレーク大津北 → 堅田駅

##### 東地区ローズタウン線
京阪電気鉄道が開発した、びわ湖ローズタウンの東地区を循環する路線。こちらは小野駅発着の片回り循環のみを運行。
- 2系統
  - 小野駅 → 朝日一丁目 → 南朝日二丁目 → 北朝日二丁目 → 小野小学校前 → 水明一丁目 → 湖青一丁目 → 小野駅

##### 琵琶湖大橋線
堅田駅より琵琶湖大橋を渡る路線。琵琶湖大橋東詰交差点を右折して佐川美術館、滋賀運輸支局、免許センター（滋賀県公安委員会警察本部交通部運転免許課）方面に向かう路線、直進して守山駅へ向かう路線がある。
堅田駅と守山駅を結ぶ路線（84・86系統）は「びわこ横断エコバス」としてバイオディーゼル燃料車を導入し、エコ交通を推進するとして滋賀県から補助を受けている。なお、この路線は、近江鉄道バスと共同運行する。
- 80系統
  - 堅田駅 - 堅田駅口 - 今堅田二丁目  - 今道内湖 - 今堅田出島灯台 - 琵琶湖大橋東詰 - 美崎レークニュータウン前 ‐ 児童館前 - 佐川美術館 ‐ 滋賀運輸支局 - 自動車会館 ‐ 木の浜郵便局前 ‐ 免許センター前

- 85系統
  - 堅田駅 - (この間80系統と同一) - 佐川美術館

- 84系統（びわこ横断エコバス）
  - 堅田駅 - (この間80・85系統と同一) - 美崎レークニュータウン前 - みずほ団地口 - 速野小学校前 - 大曲 - 南脇 - 洲本 - 荒見 - 守山北中学校前 - 笠原口 - 河西口 - 守山市民ホール前 - 立命館守山中学・高校前 - 守山市民ホール前 - 守山警察署前 - 山柿団地 - 図書館前 - 滋賀県立総合病院 - 守山市民病院 - 市役所前 - 吉身公民館前 - 油池 - 守山駅

近江鉄道バス（同琵琶湖大橋線）との共同運行路線。
- 86系統（びわこ横断エコバス）
  - 堅田駅 - (この間84系統と同一) - 河西口 - 播磨田 - 河西ニュータウン前 - 播磨田南 - 下の郷東 - 小児保健医療センター前 - 滋賀県立総合病院 - (この間84系統と同一) - 守山駅

近江鉄道バス（同琵琶湖大橋線）との共同運行路線。

##### 堅田葛川線
堅田駅より国道477号を西進し、伊香立・途中・葛川・細川方面へ向かう。
- 51系統
  - 堅田駅 （→琵琶湖大橋口/←JAレーク大津北） - 中村 - 沢口 - 普門 - 家田道 - 大野 - 南庄道 - 南庄 - 伊香立診療所前 - 向在地道 - 馬場 - 下在地 - 北在地 - 伊香立中学校前 - 龍華道 - 北部クリーンセンター前 - 還来神社前 - 途中 - 上ノ町 - 花折峠口 - 平 - 下坂下 - 木戸口 - 葛川中村 - 下中村 - 葛川郵便局前 - 坊村 - 町居 - 梅ノ木 - 下梅ノ木 - 上貫井 - 貫井 - 細川

春分の日から12月第1日曜の土曜・休日のみ運行。（12月第2月曜から春分の日の前日までは曜日に関係なく運休する）
- 54系統
  - 堅田駅 - (この間51系統と同一) - 下在地 - 伊香立小学校前

平日の学校登校日のみ運行。
- 56系統（スクールバス）
  - 伊香立小学校前 ⇒ 下在地 ⇒ 北在地 ⇒ 伊香立中学校前 ⇒ 龍華道 ⇒ 北部クリーンセンター前 ⇒ 還来神社前 ⇒ 途中 ⇒ 還来神社前 ⇒ 北部クリーンセンター前 ⇒ 上龍華 ⇒ 下龍華 ⇒ 龍華 ⇒ 龍華道 ⇒ （往路と同じ） ⇒ 伊香立小学校前

- 57系統（伊香立循環バス）
  - 堅田駅 →琵琶湖大橋口 → 中村 →  (この間51系統と同一)  → 伊香立診療所前 → 向在地口 → ラクエドラゴンホースパーク → 伊香立公園前 → 山百合の丘 → 大野 → (往路と同じ) → 中村 → JAレーク大津北 → 堅田駅

「向在地口」停留所は2023年3月18日に、「ラクエドラゴンホースパーク」停留所は同年10月1日に新設。
- 59系統
  - 堅田駅 - (この間51系統と同一)  - 伊香立診療所前 - 伊香立中学校前 - 北在地 - 下在地 - 伊香立小学校前

平日の学校登校日のみ運行。

##### 仰木の里線
おごと温泉駅より仰木の里の住宅地を循環する路線。なお、堅田仰木の里循環は朝から夕方に運転される（堅田への買い物等の利用に応じるため）。
江若交通では、JR西日本が駅名を雄琴駅からおごと温泉駅へ改称した際に停留所名の改称を行わなかったが、2018年3月17日のダイヤ改正で改称した。
- 92系統（内廻り左循環）
  - おごと温泉駅 → けやき通り東 → レークピアセンター前 → 仰木の里小学校前 → おごと温泉駅

- 94系統（外廻り右循環）
  - おごと温泉駅 → 仰木の里小学校前 → 仰木の里 → 仰木の里東七丁目 → けやき通り東 →  おごと温泉駅

- 97系統（仰木の里団地循環）
  - おごと温泉駅 → 仰木の里小学校前 → 仰木の里 → けやき通り東 → レークピアセンター前 →  仰木の里小学校前 → おごと温泉駅

- 96系統（堅田仰木の里循環）
  - 堅田駅西口 → 天神山 → 仰木の里東七丁目 → 仰木の里小学校前 →  おごと温泉駅 → けやき通り東 → 仰木の里東七丁目 → （往路と同じ） → 堅田駅西口

##### 日吉台線
比叡山坂本駅から日吉台・日吉大社方面へ至る路線。ほぼ全便が循環運行となっている。
- 30系統
  - 比叡山坂本駅 → 日吉台団地口 → 日吉台一丁目 → 日吉台市民センター前 → 古墳前 → 日吉台四丁目 → 日吉台三丁目 → 日吉台北二丁目 → 日吉台市民センター前 → （往路と同じ） → 比叡山坂本駅

- 31系統
  - 比叡山坂本駅 → 日吉台団地口 → 日吉台一丁目 → 日吉台市民センター前 → 古墳前 → 日吉台四丁目 → 日吉台三丁目 → 日吉台北二丁目 → 日吉台市民センター前 → （往路と同じ） → 比叡山坂本駅 → 坂本比叡山口駅 → 日吉大社前 → 大宮町 → 西教寺 → 専称寺前 → 赤地蔵前 → 大宮町東 → 大宮町 → （往路と同じ） → 比叡山坂本駅

- 32系統（平日朝に1便のみ運行）
  - 日吉台四丁目 → 日吉台三丁目 → 日吉台北二丁目 → 日吉台市民センター前 → 日吉台一丁目 → 日吉台団地口 → 比叡山坂本駅

- 36系統（夜に1便のみ運行。なお、平日は同時間帯に1便を増便）
  - 比叡山坂本駅 → 日吉台団地口 → 日吉台一丁目 →  日吉台市民センター前 → 古墳前 → 日吉台四丁目 → 日吉台三丁目 → 日吉台北二丁目 → 日吉台市民センター前

- 38系統
  - 比叡山坂本駅 → 坂本比叡山口駅 → 日吉大社前 → 大宮町 → 西教寺 → 専称寺前 → 赤地蔵前 → 大宮町東 → 大宮町 → （往路と同じ） → 比叡山坂本駅

- 39系統（平日のみ運行）
  - 比叡山坂本駅 → 日吉台団地口 → 日吉台一丁目 → 日吉台市民センター前 → 古墳前 → 堀場製作所正門前 → 木ノ岡団地前 → 来迎寺カネカ前 → 比叡辻 → 坂本医院前 → 比叡山坂本駅

山王祭（日吉大社の例大祭）の催行日は、31系統の一部が［比叡山坂本駅 → 坂本比叡山口駅 → 日吉大社前 → 大宮町 → 比叡山坂本駅］間の運行を取止める。

##### 坂本ケーブル連絡バス
比叡山坂本駅（湖西線（JR西日本））から坂本比叡山口駅（京阪石山坂本線（京阪電鉄））を経て、ケーブル坂本駅（比叡山鉄道）に至る路線。「ケーブル坂本線」とも呼ばれる。
- 41系統
  - 比叡山坂本駅 - 坂本比叡山口駅 - 日吉大社前 - ケーブル坂本駅

山王祭（日吉大社の例大祭）の催行日は運行を取止める便がある。

##### 堀場製作所シャトルバス
- 160系統
  - 比叡山坂本駅 - （直通） - 堀場製作所正門前 - 堀場製作所

##### 奥比叡ドライブバス
堅田駅西口・おごと温泉駅方面から比叡山へ直行する路線。
- 140系統
  - 堅田駅西口 - （直通）- おごと温泉駅 - 横川 - 峰道 - 西塔 - 延暦寺バスセンター - 東塔 - 比叡山頂

3月第三土曜から12月第一日曜に運行（1日に1往復）するが、［堅田駅西口 - おごと温泉駅］間はノンストップ運行となる。

##### 比叡山内シャトルバス
比叡山内を往復するシャトル路線。延暦寺バスセンター発着と横川発着が混在する。
- 141系統
  - 延暦寺バスセンター - 東塔 - 比叡山頂

3月第三土曜から翌年1月3日まで運行するが、12月第一日曜の翌日（第一または第二月曜）から翌年1月3日は冬期ダイヤに変わる。
- 142系統
  - 横川 - 峰道 - 西塔 - 延暦寺バスセンター - 東塔 - 比叡山頂

3月第三土曜から12月第一日曜まで運行。

##### 和邇栗原線
和迩駅から滋賀県道311号途中志賀線を西進し、栗原方面へ向かう。
- 72系統
  - 和迩駅 - 和迩小学校前 - 榎 - 和迩中 - 大津赤十字志賀病院 - 栗原道 - 栗原

平日の学校登校日のみ運行。
- 76系統
  - 和迩駅 - 和迩小学校前 - 榎 - 和迩中 - 栗原道 - 栗原 - 妙道会聖地

妙道会教団が要請した日のみ運行するが、同教団からの要請により取り止めることもある。

##### びわ湖バレイ線
びわ湖バレイへのアクセスを図るために設けられた路線。かつては同区間を運行する各停系統（67系統）もあったが、2016年10月22日に廃止された。以降は、年間を通して「直通系統（68系統）のみ運行」に変更した。
- 68系統
  - 志賀駅 - （直通）- びわ湖バレイ前

びわ湖バレイ休業日は運休。なお、67系統（各停）の設定があった頃は、「スキーシーズン営業日（12月から翌年3月まで）のみ運行」だった。

##### 比良登山線
「比良リフト線」（2004年4月1日廃止）として運行していた路線が復活したものであるが、運行区間は短縮された（比良索道が廃止となった関係で路線を廃止したため）。
- 130系統
  - 比良駅 - 比良舞子口 - 比良イン谷口

春分の日から11月30日の土曜・休日のみ運行。（お盆（8月14日から16日）は平日でも運行するが、12月1日から春分の日の前日までは曜日に関係なく運休する）

#### 安曇川支所管轄路線
安曇川支所の路線・系統では方向幕に系統番号を表示しない。

##### 朽木線
当線は、安曇川駅で湖西線（堅田・京都方面）の列車との接続が考慮されているため、おおむね数分から十数分以内で乗り継ぐことができるダイヤ設定となっている。
- 220系統
  - 安曇川駅 - 南市 - 五番領 - 十八川道 - 庄堺 - 健康の森前 - 南古賀 - 広瀬橋 - 中野 - 広瀬橋 - 下古賀 - 上古賀 - 長尾 - 下荒川 - 上荒川 - 高岩橋 - 野尻 - 朽木グランド前 - 下市場 - 朽木支所前 - 朽木学校前

##### 高島今津線
かつては［三条京阪 - 近江今津駅］間を運行する路線の愛称だったが、現在は白鬚神社で秋季大祭を催行する日（9月5日）しか運行されない。なお、2022年と2023年は下記の路線のみを運行したが、記載していない各停留所はすべて通過した。
- 243系統
  - 北小松駅 → （直通） → 白鬚神社前 → （直通） → 近江高島駅

## 受託路線

### 高島市コミュニティバス
高島・安曇川・新旭の各町内を運行する路線を、安曇川支所が受託する。
2011年4月1日、高島市の交通体系見直しによる乗合タクシー制度導入に伴い、同日をもって一部路線が乗合タクシーまたは高島市営バスに移管されたほか、江若交通が引き続き運行する路線も一部経路が変更された。

#### 高島地域

##### 畑線
- 342系統【近江高島駅 - 鴨川平 - 鹿ヶ瀬道 - 畑】
- 343系統【近江高島駅 - 鴨川平 - 鹿ヶ瀬道 - 鹿ヶ瀬 - ガリバー旅行村 - 鹿ヶ瀬 - 鹿ヶ瀬道 - 黒谷 - 畑】（4月1日から11月30日までの土曜・休日、及び夏休み期間中（7月21日から8月30日）のみ運行）

（341系統【畑 → 水尾神社前 → 近江高島駅】（平日登校日のみ運行）は2019年10月改正時点で運行が無くなった。なお、次の改正となった2022年4月改正も運行設定が無いため、廃止となった可能性がある）

##### 武曽・横山線
- 353系統【近江高島駅 - 出鴨 - 武曽 - 横山 - 宮野 - 近江高島駅】

##### 高島安曇川線
- 355系統【近江高島駅 - 出鴨 - 小川口 - 安曇川駅】

#### 安曇川地域

##### 船木線
- 330系統【安曇川駅 → 安曇川高校前 → 北船木 → 藤樹書院前 → 安曇川駅】「右回り」
- 331系統【安曇川駅 → 藤樹書院前 → 北船木 → 安曇川高校前 →  安曇川駅】「左回り」（朝通勤通学時間帯以後に運行）
- 335系統【安曇川駅 → 藤樹書院前 → 北船木 → 安曇川高校前 →  安曇川駅】「左回り」（朝通勤通学時間帯に運行）

335系統は他の系統と異なり、コミュニティバス用の小型車の運行ではなく一般路線用の中型車での運行となるため、道路が狭隘な横江と藤江集落内を経由せず、集落南側の高島市道青井川線上の停留所に停車する。また、ショッピングセンター内にある「平和堂あどがわ店」と「プラント高島店」の各停留所は営業時間外となるため通過する。

##### 安曇川中央循環線
- 332系統【安曇川駅 → 西万木（）今宮神社前 → 平和堂あどがわ店 → プラント高島店 → 安曇川高校前 → ふれあいセンター前 → 安曇川駅】

##### 上寺・田中線
- 333系統【安曇川駅 → 安曇川中学校前 → 馬場 → 三田 → 佐賀 → 佐賀区公園前 → 横山 → 上寺 → 田中 → 安曇川駅】

#### 新旭地域

##### 森線
- 310系統【新旭駅 → 森 → ホリゾン前 → 森 → 新旭駅】

##### 新旭西循環線
- 314系統【新旭駅 → 米井 → 五十川 → 岡 → 木津 → 岡 → 日爪 → 米井 → 田井 → 森 → 新旭駅】（午前便）
- 314系統【新旭駅 → 森 → 田井 → 米井 → 日爪 → 岡 → 木津 → 岡 → 五十川 → 米井 → 新旭駅】（午後便）

（311系統【木津 → 日爪 → 新旭駅】（月曜から金曜の午前に運行）と316系統【新旭駅 - 下古賀 - 新旭駅 - 五十川 - 近江今津駅 - 木津 - 日爪 - 新旭駅】は2019年10月改正時点で運行が無くなった）

##### 新旭東循環線
- 315系統【新旭駅 → 南小学校前 → 太田・日光苑  → 深溝 → 霜降 → 森 → 新旭駅】（午前便）
- 315系統【新旭駅 → 森 → 霜降  → 深溝 → 太田・日光苑 → 南小学校前 → 新旭駅】（午後便）

（312系統【太田・日光苑 → 深溝 → 新旭駅】（月曜から金曜の午前に運行）は2019年10月改正時点で運行が無くなった）

##### 下古賀循環線
- 316系統【新旭駅 → 安養寺西 → 井ノ口 → 下古賀 → 井ノ口 → 安養寺 → 新旭駅】

##### 新旭南循環線
- 321系統【新旭駅 → プラント高島店 → 西万木 → 安曇川駅 → 平和堂あどがわ店 → プラント高島店 → 新旭駅】

## 廃止・休止路線
系統番号は判明分のみ記載した。なお、停留所名は廃止・休止当時のものを記載し、路線名と廃止・休止日の記述はすべて省略する。
- [11] 小野駅 → 向陽町 → 清風町北口 → 真野中学校前 → 陽明町北口 → フレスコみどり店前 → 清風町北口 → 向陽町 → 小野駅
- [13] 堅田駅 → 琵琶湖大橋口 → 真野浜 → 美空南 → 清風町北口 → 陽明町北口 → 緑町北口 → フレスコみどり店前 → 清風町北口 → 美空南 → 真野浜 → 郡農協前 → 堅田駅
- [22] 県庁前 - 大津駅 - 西大津駅 - 唐崎駅
- [23] 大津駅 - 西大津駅 - 唐崎駅
- [45] 堅田駅 ‐ 仰木道 ‐ 平尾 ‐ 上仰木
- [50] 堅田駅 - 南庄 - 途中 - 坂下 - 細川
- [52] 堅田駅 - 南庄 - 途中
- [53] 堅田駅 - 南庄 - 生津
- [73] 和迩駅 - 大津赤十字志賀病院 - 妹子の郷 - 栗原
- [82] 堅田駅 - 堅田駅口 - 今道内湖 - 今堅田出島灯台 - 琵琶湖大橋東詰（→ピエリ守山/←ピエリ守山口） - 第一なぎさ公園 - 琵琶湖マリオットホテル
- [87] 小野駅 - 向陽町 - 清風町北口 - 陽明町北口（ ← フレスコみどり店前） - 榛原の里 - 龍華 - 下龍華 - 上龍華
- [105] 小野駅 - 小野小学校前 - 小野神社前 - 大津赤十字志賀病院 - 和迩駅
- [106] 堅田駅 （→琵琶湖大橋口/←JAレーク大津北） - 真野浜 - びわこローズタウン口 - 清水町 - 美空東 - 美空北 - 小野駅
- [111] 堅田駅 → 本堅田三丁目 → 末広町 → 堅田本町 → 浮御堂前 → 堅田出町 → 仰木道 → 新川 → 堅田駅
- [122] 唐崎駅 - 雄琴温泉 - 堅田駅
- [126] 大津京駅 - 唐崎 - 太間町 - 比叡山坂本駅
- [221]（一部）細川 - 朽木学校前、安曇川駅 - 安曇川高校（この区間は高島市コミュニティバスとして継続）
- [243] 北小松駅 - 鵜川 - 白鬚神社前 - 打下 - 陽光の里前 - 近江高島駅
- [244] 北小松駅 - 鵜川 - 白鬚神社前 - 打下 - 陽光の里前 - 近江高島駅 - 青冷寺 - 水尾 - 出鴨 - 安曇川駅
- [245] 白鬚神社前 - 打下 - 陽光の里前 - 近江高島駅 - 青冷寺 - 水尾 - 出鴨 - 安曇川駅
- [246] 白鬚神社前 - 打下 - 陽光の里前 - 近江高島駅
- [不明] 安曇川駅 - 五番領 - 安曇川高校前 - 安井川 - 近江今津駅 - 保坂 - 上中 - 若狭神谷 - 新平野駅口 - 湯岡橋 - 小浜駅 - 若狭フィッシャーマンズワーフ

　付記（廃止・休止路線）

- ［安曇川駅 - 近江今津駅 - 小浜駅 - 若狭フィッシャーマンズワーフ］間を運行した小浜線（江若交通）の［近江今津駅 - 小浜駅］間は、西日本ジェイアールバス若江線との並行区間（同区間のみ共同運行扱い）であった。なお、若狭フィッシャーマンズワーフはこの当時、京阪グループ（京阪フィッシャーマンズワーフ）が運営していたが、後に撤退した（当路線は1997年3月8日に廃止）。
- 琵琶湖大橋線（[82]）は近江鉄道バス（同ラフォーレ琵琶湖線）との共同運行路線であった。琵琶湖マリオットホテルの旧称は「ラフォーレ琵琶湖」であるが、同ホテルを含む「ラフォーレホテルズ＆リゾーツ」が運営するホテルでリブランドが行われ、2017年7月28日に琵琶湖マリオットホテルが開業した。なお、停留所名の改称は同年8月1日に行われたため同ホテルの開業日とは異なる。その後、2019年3月16日に行われたダイヤ改正で路線自体が廃止となった。
- この欄に記載した高島今津線（[243]・[244]・[245]・[246]）の各系統は運行計画の変更に伴い、休止路線となった。なお、2013年に運行した高島今津線はこの欄に記載した経路で運行していた。

## 廃止路線（運行委託）
すべて高島市コミュニティバスの運行委託路線であるが、各路線とも2011年4月1日に廃止された。
- 浜線（→定時乗合タクシー化）
  - 354系統
    - 近江高島駅 - 高島本町 - 新町 - 高島支所前 - アイリッシュパーク前 - 海洋センター - 上永田 - 北浜 - 南浜 - 萩の浜口 - 高島郵便局前 - 高島本町 - 近江高島駅      - 午前便：近江高島駅 → 北浜 → アイリッシュパーク前 → 近江高島駅（午後便は逆方向）

- 鵜川線（→定時乗合タクシー化）
  - 352系統
    - 近江高島駅 → 陽光の里前 → 打下 → 鵜川 → 白鬚神社前 → 打下 → 陽光の里前 → 近江高島駅
- 白浜線（→予約乗合タクシー化）
  - 332系統（月曜から金曜のみ運行）
    - 安曇川駅 → 西万木今宮神社前 → 平和堂あどがわ店 → 図書館前 → 藤樹記念館前 → 出福 → 近江白浜 → 三ツ矢 → 藤樹記念館前 → 図書館前 →平和堂あどがわ店 → 西万木今宮神社前 → 安曇川駅
- 中野太山寺線（→予約乗合タクシー化）
  - 333系統【安曇川駅 - 健康の森東口 - 中野太山（月曜から金曜のみ運行）
  - 334系統【安曇川駅 - 健康の森東口】（月曜から金曜のみ運行）
- 上村能家線（→市営バス化）　これに伴い、「ふるさと朽木」と「三石」の2停留所が廃止。
  - 301系統【朽木学校前 - 上村】
  - 302系統【朽木学校前 - 能家】
- 風車村線（→予約乗合タクシー化）
  - 313系統【新旭駅 → 風車村 → 新旭駅 → 針江・大久保 → 新旭駅】
  - 317系統【新旭駅 → やすらぎ荘 → 新旭駅】
- 新旭・安曇川線（→予約乗合タクシー化）
  - 318系統
    - 新旭駅 - 市役所前 - 北畑 - 新庄・本町 - 二ツ家 - リバーサイド - 島 - 青柳 - 西万木東口 - 安曇川郵便局前 - 安曇川駅

## エピソード

### 途中停留所
堅田葛川線（堅田駅 - 下在地 - 生津・途中・細川）には、かつて途中停留所で終点となる便があり、名称が「途中」であるにもかかわらず終点となることから珍地名として知られていた。しかし、利用者の減少に伴い2021年のダイヤ改正で途中止まりのバスは廃止され、名実ともに途中の停留所となった。なお、同停留所は同線のほか京都バス比良線のものが併設されている。かつては集落の中心といえる旧街道の交差点にあったが、後にバイパス上に移転した。

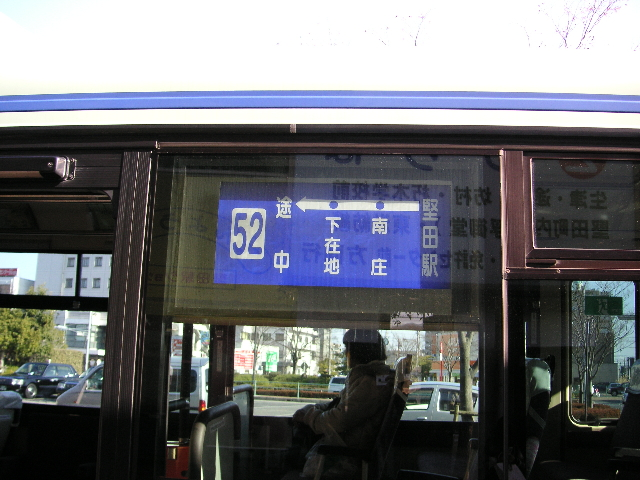
堅田葛川線（途中行き）バスの側面表示幕（2006年1月）[注 8]
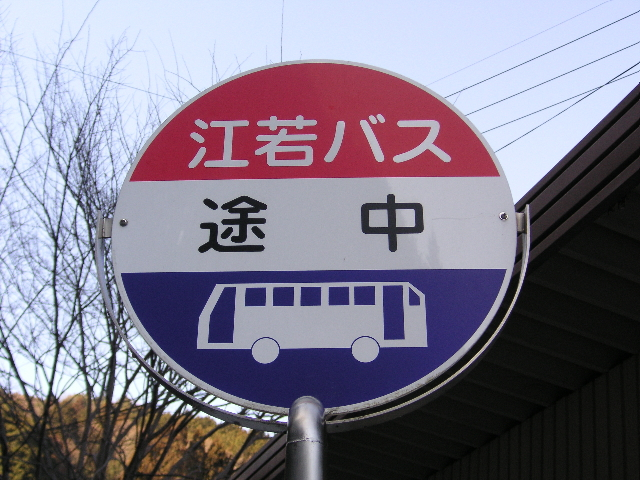
「途中」停留所（2006年1月、始終着用）
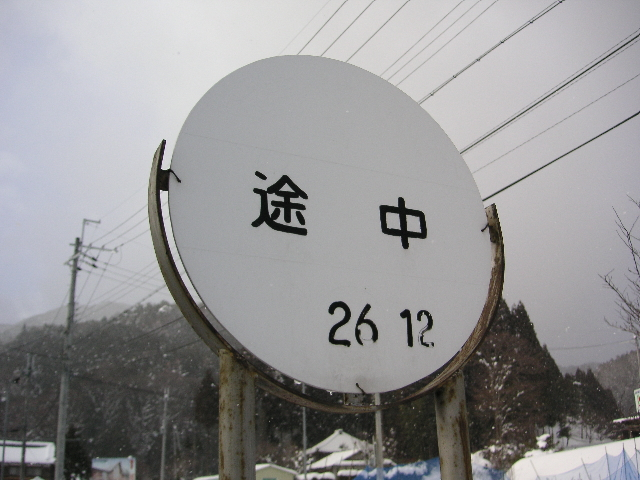
「途中」停留所（2006年2月、経由用）
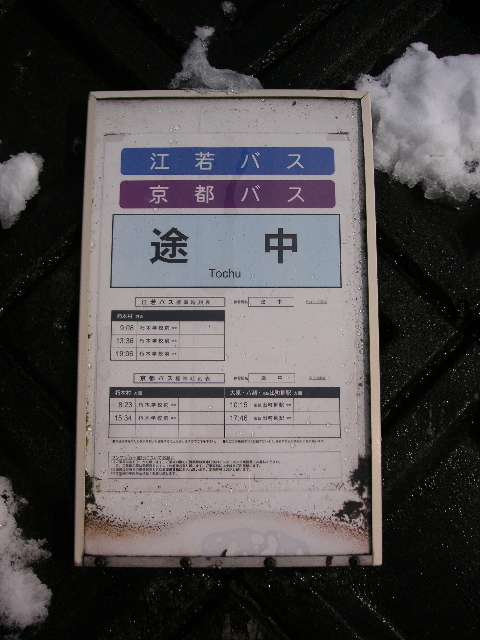
「途中」停留所（2006年2月、時刻表）